# Xantharete stellans
Xantharete stellans är en fjärilsart som beskrevs av Max Wilhelm Karl Draudt 1915. Xantharete stellans ingår i släktet Xantharete och familjen björnspinnare. Inga underarter finns listade i Catalogue of Life.